# Silvia C. Arroyo
Silvia C Arroyo-Leuenberger (Buenos Aires, 1951) es una botánica, curadora y profesora argentina. Es autoridad de la familia de las amarilidáceas y solanáceas, con énfasis en los géneros Amelichloa, Benthamiella, Hieronymiella.

## Biografía
Estudió en la Facultad de Ciencias Naturales y Museo de la Universidad Nacional de Córdoba; y en 1981, se tituló de M.Sc. en botánica por la Universidad de Reading, con la defensa de la tesis: Systematic Anatomical Studies on Amaryllidaceae Including Morphological Cytological and Phytogeographical Considerations (Estudios de anatomía sistemática sobre Amaryllidaceae incluyendo consideraciones citológicas y morfológicas, y fitogeográficas). 
Realiza actividades académicas como científica del "Consejo Nacional de Investigaciones Científicas y Técnicas" (CONICET), en el Instituto de Botánica Darwinion, situado en San Isidro (Buenos Aires), Argentina, y es investigadora principal del CONICET.

## Honores
Miembro
- Sociedad Argentina de Botánica

## Algunas publicaciones
- encarnación r. Guaglianone, silvia c. Arroyo-Leuenberger. 2006. Liliaceae: 38 a. 'Hyacinthaceae. Parte 101 de Flora fanerogámica Argentina. Colaboró CONICET. Editor Pro Flora - Museo Botánico, 6 pp. ISBN 9872337632, ISBN 9789872337636

- armando t. Hunziker, silvia c. Arroyo-Leuenberger. 2001. Phileasiaceae, Asteliaceae, Luzuriagaceae. Parte 72 de Flora fanerogámica argentina. Colaboró CONICET. Editor Proflora, 7 pp.

- silvia c. Arroyo-Leuenberger. 2001. 38a. Philesiaceae: 38c. Asteliaceae ; 38d. Luzuriagaceae. Parte 72 de Flora fanerogámica Argentina. Ed. Museo Botánico, IMBIV, Programa Proflora (Conicet), 7 pp.

- -----------------------------------. 2000. Solanaceae': 256, parte 9, subtribu VII d. 'Benthamiellinae. Parte 64 de Flora fanerogámica argentina. Editor Pro Flora - Museo Botánico, 11 pp.

- armando t. Hunziker, luis Ariza Espinar, estrella Urtubey, ángel l. Cabrera, susana e. Freire, esteban Bortiri, silvia c. Arroyo-Leuenberger, juan de Dios Muñoz, daniel a. Giuliano, ana m. Cialdella. 1998. Asteraceae, parte 12; Tribu XIII. Lactuceae: Asteraceae, Parte 13. Partes 61-70 de Flora fanerogámica argentina.	Ed. CONICET. Programa Proflora, 10 pp.

- silvia C. Arroyo-Leuenberger, Beat e. Leuenberger. 1991. Notes on Rhodophiala rhodolirion (Amaryllidaceae) from de Andes of Mendoza, Argentina. Herbertia 47 ( 1-2):80-85

- p. Arenas, silvia c. Arroyo. 1988. Edible species of the genus Bromelia (Bromeliaceae) from the Gran Chaco. Candollea 43: 645-660

- o. Boelcke, silvia c. Arroyo. 1984. El género Uerdermannia nuevo para la flora argentina. Parodiana 3 (1): 31-42

- silvia C. Arroyo. 1981. Systematic Anatomical Studies on Amaryllidaceae Including Morphological Cytological and Phytogeographical Considerations. Ed. University of Reading

- La abreviatura «S.C.Arroyo» se emplea para indicar a Silvia C. Arroyo como autoridad en la descripción y clasificación científica de los vegetales.[6]